# 재왕

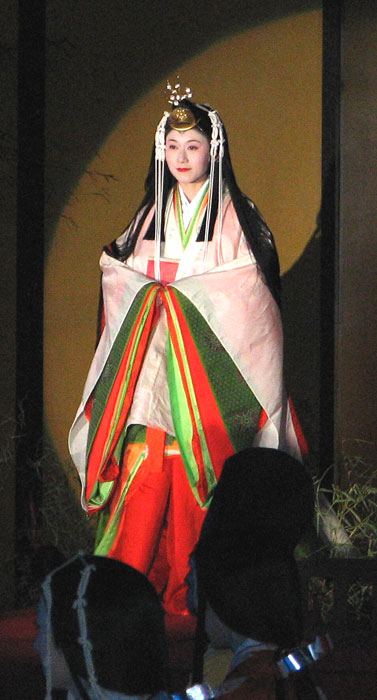
헤이안 시대의 재왕 복장 (2007년 재왕 축제)

재왕(일본어: 斎王 사이오우[*]), 또는 재황녀(일본어: 斎皇女 이츠키노미코[*])는 일본 천황 대신 이세 신궁의 아마테라스 여신을 섬기기 위해 뽑힌 미혼의 일본 황족 여성을 말하며 재왕이 거처하는 곳을 재궁(일본어: 斎宮 사이구[*])라고 한다.
덴무 천황이 진신의 난에서의 승리를 감사하기 위해 황녀 오쿠노 히메미코를 아마테라스를 섬기는 여사제로 보낸 것이 재왕 제도의 시작이라고 한다. 이후 재왕 제도는 약 660년 동안 계속되었고, 60명 이상의 황녀가 재왕으로 봉사했다. 헤이안 시대 이후에는 재왕을 모범으로 가모 신사에 보내는 황녀를 재원(일본어: 斎院 사이인[*])이라 불렀다.

## 재왕의 역할
천황을 대신해 아마테라스 여신을 섬기며 신궁에 모셔진 삼종신기를 지키는 것이 주역할이었다. 매년 3월, 6월,11월마다 풍작을 기원하는 축제에 참석하였는데, 이를 삼절제라 하였다. 재왕의 주요 거처인 재궁은 이세 신궁과 약 20km 거리에 있었다. 평소에는 단카 창작, 조개 줍기, 뱃놀이 등으로 여가 시간을 보냈다고 한다.

## 재왕의 선발
보통 새로운 천황이 즉위할 때 재왕도 교체되었지만, 기타 원인(친족의 사망)으로 물러나거나 재임 중 세상을 떠나는 경우도 있었다. 후계자는 미혼의 황족 여성중에서 거북 등딱지로 점을 쳐서 후계자를 정하였다. 일단 재왕이 되면 다음 천황의 즉위 때까지는 교토에 돌아올 수 없었다. 임무를 마친 후에는 황궁에서 생활하였는데 어릴 때 선발되어 10대 후반이나 20대 초반의 나이에 수도로 돌아오는 경우가 많았다.

## 재왕 제도의 중단
1330년대에 일본 국내가 남북조 시대의 혼란에 접어듬에 따라 재왕 제도는 중단되었다.

## 문학 작품 속에서의 재왕
- 겐지모노가타리 (4장 유가오, 9장 아오이, 10장 사카키)
- 이세 이야기 69장